# Abdoulaye Diakité
Abdoulaye Diakité (ur. 13 stycznia 1977) – piłkarz malijski grający na pozycji bramkarza. Jest wychowankiem klubu Djoliba AC.

## Kariera klubowa
Karierę piłkarską Diakité rozpoczął w klubie Djoliba AC. W 1997 roku zadebiutował w jego barwach w malijskiej Première Division. Od lat jest podstawowym bramkarzem Djoliby. W swojej karierze sześciokrotnie wywalczył tytuł mistrza Mali w latach 1997, 1998, 1999, 2004, 2008 i 2009. Sześć razy zdobył Puchar Mali (1998, 2003, 2004, 2007, 2008, 2009) oraz trzy razy superpuchar (1997, 1999, 2008).

## Kariera reprezentacyjna
W reprezentacji Mali Diakité zadebiutował w 2000 roku. W 2002 roku został powołany do kadry na Puchar Narodów Afryki 2002. Na nim był rezerwowym bramkarzem dla Mahamadou Sidibè i nie rozegrał żadnego spotkania. Z Mali zajął 4. miejsce w tym turnieju.